# (6283) 1980 VX1
(6283) 1980 VX1 là một tiểu hành tinh vành đai chính. Nó được phát hiện ở Đài thiên văn Tử Kim Sơn ở Nanjing, Trung Quốc, ngày 6 tháng 11 năm 1980.